# Torrent des Pèlec
El torrent des Pèlec és un torrent que neix de les aigües infiltrades al massís de Randa, a la font denominada Piquetes des Pèlec, al terme municipal de Llucmajor, a Mallorca. També es nodreix de les aigües que li arriben dels torrents de Binificat i de Binilegant. Discorre de nord-est a sud-oest i vessa les seves aigües, canalitzades per la síquia d'en Aleix, a l'avenc de Son Muletó.